# 风雅信使

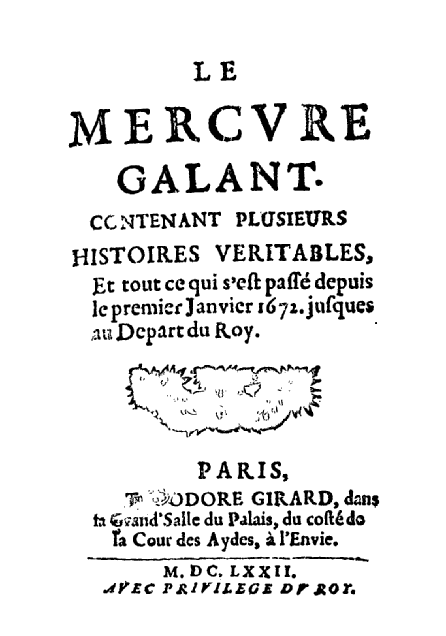
1672年的期刊封面

《风雅信使》（又译“文雅信使”）是世界上最早的文娱性期刊，也是法国历史上的最负盛名的文学刊物之一。其杂志社几经变迁，19世纪末发展为出版商，最终成为伽利玛出版社（Éditions Gallimard）的一部分。

## 历史
1672年，法国文人让·多诺·德·维泽（Jean Donneau de Visé）在巴黎创立了一份杂志，以宫廷佚事、民间趣闻、诗歌及史话等作为主要内容，并取名《风流信使》（法語：Mercure Galant，一作）。杂志得名于羅馬神話中眾神的信使墨丘利（拉丁語：Mercurius）。
杂志在创刊之初为季刊，五年后改为月刊。到1710年德·维泽去世，共出版488卷。杂志在法国广受欢迎，并引发各地效仿。此后十余年间，主编几度易人。到1724年，剧作家安托万·德·拉罗克（Antoine de Laroque）将杂志更名为《法蘭西信使》（Mercure de France）。杂志由外交部赞助，成为巴黎最富权威的文学刊物。1785年，作家和出版家庞库克（Charles-Joseph Panckoucke）成为主编，并吸引了拉阿尔普（Jean-François de La Harpe）和杜庞（Jacques Mallet du Pan）两位记者主笔。杂志的年订阅量达到一万五千份，成为欧洲最有影响力的刊物之一。大革命前夕，庞库克将经营权转让。第一帝国期间，杂志遭遇出版禁令，直到1815年复刊，惨淡经营至1825年停办。